# コスモス49号
コスモス49号（ロシア語: Космос-49、ラテン文字表記の例: Kosmos 49, Cosmos 49）とは、1964年にソビエト連邦が打ち上げた人工衛星である。地磁気の観測と姿勢制御システムの試験を行った。

## 概要
コスモス49号の目的の1つは、地磁気を観測して1964 - 1965年の太陽極小期国際観測年（IQSY）に貢献することであった。本体の形状は長さ1.8 m、直径1.2 mの楕円体のような形で、長さ3.3 mの磁力計のブームが衛星片端より伸びていた。また、この衛星はDS衛星の1つとして開発され（型式名：DS-MG）、姿勢制御システムの試験も行った。
同様の衛星として、1964年3月18日に打上げられたコスモス26号がある。